# Relaxació espín-espín

Corba _{de} relaxació T2

En física, la relaxació espín-espín és el mecanisme pel qual Mxy, el component transversal del vector de magnetització, decau exponencialment cap al seu valor d'equilibri en ressonància magnètica nuclear (RMN) i ressonància magnètica (RMN). Es caracteritza pel temps de relaxació espín-espín, conegut com a T2, una constant de temps que caracteritza el decaïment del senyal. Rep aquest nom en contrast amb T1, el temps de relaxació espín-xarxa. És el temps que triga el senyal de ressonància magnètica a decaure irreversiblement fins al 37% (1/e) del seu valor inicial després de la seva generació inclinant la magnetització longitudinal cap al pla transversal magnètic. D'aquí la relació
{\displaystyle M_{xy}(t)=M_{xy}(0)e^{-t/T_{2}}\,}.
La relaxació T2 generalment es produeix més ràpidament que la recuperació T1, i diferents mostres i diferents teixits biològics tenen diferents T2. Per exemple, els fluids tenen el T2 més llarg, i els teixits a base d'aigua es troben en el rang de 40–200 ms, mentre que els teixits a base de greix es troben en el rang de 10–100 ms. Els sòlids amorfs tenen un T2 en el rang de mil·lisegons, mentre que la magnetització transversal de les mostres cristal·lines decau en al voltant d'1/20 ms.

## Origen
Quan els espíns nuclears excitats, és a dir, els que es troben parcialment en el pla transversal, interactuen entre si mostrejant inhomogeneïtats de camp magnètic local a micro i nanoescala, les seves respectives fases acumulades es desvien dels valors esperats. Tot i que el component lent o no variable d'aquesta desviació és reversible, inevitablement es perdrà part del senyal net a causa d'interaccions de curta durada com ara col·lisions i processos aleatoris com la difusió a través d'un espai heterogeni.
El decaïment T2 no es produeix a causa de la inclinació del vector de magnetització allunyant-se del pla transversal. Més aviat, s'observa a causa de les interaccions d'un conjunt d'espíns que es desfasen entre si. A diferència de la relaxació espín-xarxa, considerar la relaxació espín-espín utilitzant només un isocroma és trivial i no informatiu.

### Determinació de paràmetres
Igual que la relaxació espín-xarxa, la relaxació espín-espín es pot estudiar mitjançant un marc d'autocorrelació de caiguda molecular. El senyal resultant decau exponencialment a mesura que augmenta el temps d'eco (TE), és a dir, el temps després de l'excitació en què es produeix la lectura. En experiments més complicats, es poden adquirir múltiples ecos simultàniament per tal d'avaluar quantitativament una o més corbes de decaïment T2 superposades. La taxa de relaxació experimentada per un espín, que és la inversa de T2, és proporcional a l'energia de caiguda d'un espín a la diferència de freqüència entre un espín i un altre; en termes menys matemàtics, l'energia es transfereix entre dos espíns quan giren a una freqüència similar a la seva freqüència de batec. {\displaystyle \omega _{1}} a la figura de la dreta. En què el rang de freqüència de batec és molt petit en relació amb la velocitat de rotació mitjana {\displaystyle (1/\tau _{c})}, la relaxació espín-espín no depèn gaire de la intensitat del camp magnètic. Això contrasta directament amb la relaxació espín-xarxa, que es produeix a freqüències de caiguda iguals a la freqüència de Larmor {\displaystyle \omega _{0}} Alguns canvis de freqüència, com ara el desplaçament químic de la RMN, es produeixen a freqüències proporcionals a la freqüència de Larmor, i el paràmetre relacionat però diferent T2* pot dependre en gran manera de la intensitat del camp a causa de la dificultat de corregir la inhomogeneïtat en forats d'imants més forts.

Si assumim condicions isotermes, els spins que cauen més ràpid per l'espai generalment tindran una T2 més llarga. Com que un cau més lent desplaça l'energia espectral a freqüències altes cap a freqüències més baixes, la freqüència de batec relativament baixa experimentarà una quantitat d'energia creixent monòtonament a mesura que {\displaystyle \tau _{c}} augmenta, disminuint el temps de relaxació. La figura de l'esquerra il·lustra aquesta relació. Els espíns ràpids, com els de l'aigua pura, tenen temps de relaxació T1 i T2 similars, mentre que els espíns lents, com els de les xarxes cristal·lines, tenen temps de relaxació molt diferents.

## Mesura
Un experiment d'eco d'espín es pot utilitzar per revertir fenòmens de desfasament invariants en el temps, com ara les inhomogeneïtats magnètiques a escala mil·limètrica. El senyal resultant decau exponencialment a mesura que augmenta el temps d'eco (TE), és a dir, el temps després de l'excitació en què es produeix la lectura. En experiments més complicats, es poden adquirir múltiples ecos simultàniament per tal d'avaluar quantitativament una o més corbes de decaïment T2 superposades. En la ressonància magnètica, es poden obtenir imatges ponderades en T2 seleccionant un temps d'eco de l'ordre dels T2s dels diversos teixits. Per tal de reduir la quantitat d'informació T1 i, per tant, la contaminació a la imatge, es permet que els espins excitats tornin a gairebé l'equilibri en una escala T1 abans de ser excitats de nou. (En el llenguatge de la ressonància magnètica, aquest temps d'espera s'anomena "temps de repetició" i s'abrevia TR). També es poden utilitzar seqüències de polsos diferents de l'eco d'espín convencional per mesurar T2; Les seqüències d'eco de gradient com ara la precessió lliure en estat estacionari (SSFP) i les seqüències d'eco d'espín múltiple es poden utilitzar per accelerar l'adquisició d'imatges o informar sobre paràmetres addicionals.